# An Dương Vương
An Dương Vương (安陽王) és el títol de Thục Phán (蜀泮), que governà l'antic regne d'Âu Lạc del 257 fins al 179 aC, després de derrotar a l'estat de Văn Lang i unificar les dues tribus Âu Việt i Lạc Việt. És tradicionalment dit d'haver pogut viscut aproximadament 100 anys. D'acord amb els antics registres històrics vietnamites de Đại Việt sử ký toàn thư ("大越史記全書") i Khâm Định Việt Sử Thông Giám Cương Mục ("欽定越史通鑑綱目"), Thục Phán era un príncep de l'estat xinès de Shu, enviat pel seu pare primer per explorar el que ara són les províncies meridionals xineses Guangxi i Yunnan i segon per traslladar a la seva a l'actual nord del Vietnam durant la invasió de la Dinastia Qin.
Alguns vietnamites de l'era moderna creuen que Thục Phán provenia del territori Âu Việt (甌越) (avui en dia més al nord del Vietnam, est de Guangdong, i sud de la província Guangxi, amb la seva capital on actualment hi és la Província Cao Bang). Després d'armar un exèrcit, ell va derrotar el Rei Hùng Vương (雄王) XVIII, el darrer governant de la Dinastia Hồng Bàng, al voltant del 257 aC. Ell es va proclamar a si mateix An Dương Vương (安陽王, "Rei An Dương"). Després reanomenà el seu nou estat adquirit de Văn Lang a Âu Lạc (甌貉/甌雒/甌駱) i establí la nova capital a Phong Khê (en l'actualitat el poble Phú Thọ al nord del Vietnam), on ell va tractar de construir la Cổ Loa Thành (la Ciutadella Co Loa), la fortalesa en espiral aproximadament a deu quilòmetres al nord d'aquesta capital.
El 179 aC el rei Zhao Tuo de Nanyue va derrotar An Dương Vương i es va annexionar Âu Lạc.